# Al-Àhnaf ibn Qays
Abu-Bahr Sakhr ibn Qays ibn Muàwiya at-Tamimí as-Sadí, més conegut com a Al-Àhnaf ibn Qays (àrab: الأحنف بن قيس, al-Aḥnaf b. Qays), fou un notable tamimita de Bàssora nascut en època preislàmica vers 610 i mort, musulmà, en 687.
Després de la mort del profeta Muhàmmad en 632, va influir en els tamimites per a la seva conversió a l'islam. Va participar després a les campanyes del 644 i 649/650 (conquestes de Qom, Kashan i Esfahan), i després a la conquesta del Kuhistan, Herat, Merv al-Rudh, Balkh i altres llocs. Després va retornar a Bàssora, on va tenir un paper important com a cap del clan tamimita. Va restar neutral a la batalla del Camell del 656, però el 657 va combatre a Siffin a les files d'Ali.
Quan va morir el califa Yazid ibn Muàwiya el 683 va esclatar a Bàssora una revolta i el governador Ubayd-Al·lah ibn Ziyad va lliurar el govern a l'azdita Massud ibn Amr al-Atakí, cap d'una de les faccions locals, que fou assassinat; els azdites es van aliar als Bakr ibn Wàïl i als Abd-al-Qays, membres de la facció local dels Rabia, i en contra dels tamimites, i al-Àhnaf va haver d'acceptar un compromís favorable als azdites. En 684/685 va proposar a l'azdita al-Muhàl·lab per dirigir una expedició contra els azraquites (kharigites radicals) que amenaçaven la ciutat. El 686/687 l'agitador xiïta al-Mukhtar ibn Abi-Ubayd va reclutar molts partidaris a la ciutat i al-Àhnaf es va declarar en contra i va aconseguir la seva expulsió. Va dirigir el contingent de Bàssora de l'exèrcit de Míssab ibn az-Zubayr que va anar a Kufa a atacar al-Mukhtar (687). Va morir a Kufa, probablement el mateix 687, a una edat avançada.